# Elfryda Preiss
Elfryda Preiss (ur. 19 lutego 1914 w Mysłowicach; zm. 14 stycznia 1994, tamże) – polska lekkoatletka, absolwentka Miejskiej Szkoły Handlowej w Katowicach.

## Kariera
Reprezentowała kluby: ŚKLA Katowice (w latach 1928–1930), „Pogoń” Katowice (lata 1931–1934) oraz „Legia” Warszawa (1935). W Śląskim Towarzystwie Łyżwiarskim z kolei w Katowicach trenowała łyżwiarstwo figurowe.

## Wybrane osiągnięcia
- Mistrzostwa Polski w lekkoatletyce:
  - 1932: 1. miejsce – sztafeta 4 x 100m
  - 1933: 3. miejsce – sztafeta 4 x 200m
  - 1934: 3. miejsce – sztafeta 4 x 100m